# ريتشارد وليامز (مؤلف)
ريتشارد وليامز (بالإنجليزية: Richard Williams)‏ هو كاتب سير ومنتج أسطوانات ومؤلف وصحفي بريطاني، ولد في 13 مارس 1947 في شفيلد في المملكة المتحدة.

## وصلات خارجية
- ريتشارد وليامز على موقع ديسكوغز (الإنجليزية)